# 阿失歹儿
阿失歹儿（13世纪—1312年），元朝中期中书省沧州（今河北沧州市）人。
元仁宗皇庆元年（1312年），阿失歹儿和同乡覩海、塔海等聚众反元起事，踏践田禾，射死田主许大。这支义军在南到黄河，北至大宁的范围，往来流动，抵抗抗元朝官军，将宽彻大王射杀。十一月，阿失歹儿、覩海、塔海等被元朝政府捕获，元朝将他们三人肢解处死。